# ニセクロハツ
ニセクロハツ（偽黒初、学名: Russula subnigricans）は、ベニタケ目ベニタケ科ベニタケ属クロハツ節の中型から大型のキノコ（菌類）。食用キノコのクロハツに似るが、ニセクロハツは致命的な中毒症状を起こす毒キノコの一つで、本種は傷つけると赤変後は黒くならないのが特徴。

## 名前
和名ニセクロハツはクロハツに形態的に似ていることから。種小名も同じ意味で subnigricans（nigricansに近い）はRussula nigricans（和名クロハツ）に似ていることに由来する。命名は和名学名共に菌類学者の本郷次雄。nigricans自体は「黒く変わる」という意味がありクロハツを傷つけたとき、もしくは老菌になったときに見られる強い変色性に由来する。中国語名は亚稀褶黑菇（偽のひだが疎なクロハツ）、亚稀褶红菇（偽のひだが疎なベニタケ）、火炭菌（炭みたいなキノコ）などと呼ばれる。

## 形態
子実体は柄が短く傘の中央部がへこんだ典型的なベニタケ型で全体的に褐色である。大型の種で傘の直径は5 - 12センチメートル (cm) 程度になる。成熟すると浅い漏斗形になる。クロハツ（黒初）という名前だが傘の色は黒色というよりは灰褐色か黒褐色に近く、色味は全体に均一で環状の紋様（zonation）は無い。傘はざらついた質感でビロード状（velvety）になる。ヒダは柄に対して離生し間隔は疎らで脆い。色はやや黄色味を帯びた白色で変色性がある。
柄は中実でかたく、傘と同じく灰褐色。肉は汚白色だが弱い変色性があり、傷つけるとゆっくりと淡赤褐色に変化するが、数十分放置しても明確な黒変はしない。変色の程度は水分含有量、子実体の老若などの個体差、環境差がある。老菌になったときにも弱い変色性があり、全体的にやや濃色にはなるが、ひだはクリーム色を保つといわれる。

## 分布・生態
日本の関東地方以西に分布する。特にシイ、カシ類は種類によっては東北地方の宮城県付近まで分布しているが、本種による中毒事故は愛知県以西に集中して発生しており、日本での分布範囲については不明な点が多い。韓国、中国南部などにも分布するという。アメリカ合衆国南東部にも本種が分布すると報告されていたが、その後別種と判明してRussula cantharellicolaと命名された。
外生菌根菌（共生性）。夏から秋にかけて、シイやカシなど常緑ブナ科の広葉樹林（いわゆるシイ・カシ林）の林床に発生する。ツブラジイ（Castanopsis cuspidata、別名コジイ）に限るという説もあるがよくわかっていない。原記載Hongo(1955)にある模式標本の採取地は三井寺（滋賀県大津市）及び清水寺（京都府京都市）のShiia属樹木の林床とされている。Shiia属は現在シイ属（Castanopsis）のシノニムとなっている。
ベニタケ科の多くの種と同様に樹木の根との間に外生菌根を形成し、栄養や抗生物質のやりとりを行う共生関係にあると考えられている。子実体の発生時期は気温が高い時期に多く主に盛夏である。

## 毒性

ニセクロハツの毒成分・2-シクロプロペンカルボン酸

致命的であり、患者数は少ないものの致死率は高い。猛毒で有名なドクツルタケ（Amanita virosa、テングタケ科）よりも致死率は高く、日本では1989年（平成元年）から2010年（平成22年）までの期間中に、本種が原因と断定されたもので3件9人の中毒患者が発生し4人が死亡、致死率は4人/9人で約44%となる。同期間中のドクツルタケは同11人/52人で約21％であった。

### 毒成分
毒成分は2008年に京都産の個体から分離された、シクロプロペン誘導体の2-シクロプロペンカルボン酸 (C4H4O2) が骨格筋の組織を溶解し、その溶解物が臓器に障害を与えることが判明した。2008年の解明以前はルスフェリン類が毒性物質と考えられていたがマウスに対し毒性を示さず否定された。なお、上記のルスフェリン類と3-ヒドロキシバイキアインは宮城県で採取されたニセクロハツ類似種からのみ検出されており、京都府で採取した真のニセクロハツからはシクロプロピルアセチルカルニチンが発見されている。この物質は、真のニセクロハツと類似種とを見分ける指標になると見られている。

### 中毒症状
テングタケ科の中毒などに比べると症状発現は早く、食後数十分から数時間で嘔吐、下痢などの胃腸系の中毒を起こす。その後、背中の痛みなど上半身などに痛みを訴えることが多く、これは横紋筋融解症によるものと見られている。症状がひどいときは、手足のしびれ、血尿、筋肉硬直、言語障害、心臓衰弱の後に腎臓を中心に多臓器不全で死亡することもある。

### 診断と治療
キノコが原因だと思われるときは、図鑑などを患者に見せながらの問診、未調理のキノコや食べ残しの分析、時には現地で類似種を採取するなどして食べたキノコを推定を行う。問診の際にキノコを食べた旨を医師に伝えず（もしくは病院側の過失で伝わらず）、適切な治療を受けられずに重症化した例がしばしばみられる。
特効薬的な治療法はなく対処療法となる。主な治療法は胃洗浄、利尿薬投与、人工透析などが行われる。中国での事例ではニセクロハツ中毒患者に対してペニシリンの大量投与とシリビニン（silibinin、マリアアザミの抽出物）の服用による治療を行ったところ、横紋筋融解症の目安となるクレアチンキナーゼの値を低下し、6人中5人が生存したという。これらはテングタケ科のアマトキシン中毒でもしばしば使われる物質である。
中国では症例が日本よりもけた違いに多く、上記以外にも日本で知られていない知見があると考えられている。また、ヨーロッパにおいて Tricholoma equestre（現在のところ日本のキシメジと同種とされている種）による横紋筋融解症や死亡例が数件報告されているが、本種と同じ仕組みで発症するのか、同じ治療でよいのかどうかなどはよく分かっていない。

### 中毒事例
日本ではクロハツによく似たキノコによる中毒死が1954年に京都市で発生したのが最初の記録とされる。原因菌の探索が行われ、翌1955年に本郷次雄によって新種ニセクロハツとして報告された。中毒事例は以降、関西地方を中心に散発的に報告されている。日本では数年から10数年に一度程度の頻度。これまで知られている中毒事例はいずれも愛知県、富山県以西からのもので、特に東海地方と関西地方での事例が多い。
2018年9月三重県桑名市70代男性、採取してきたキノコを夕方喫食し翌朝下痢24時間後には首の痛みを訴え救急搬送。多臓器不全を発症し一週間後に死亡。患者宅には加熱処理済みの残渣しかなかったために、遺伝子検査を行いニセクロハツと断定した。
中国では南部で中毒事故が多発しており、1994年から2012年までに発生したキノコ中毒患者852人のうち4分の1を占め、死亡率は20%以上に上った。

## 類似種
食用されるクロハツ類やシメジ類との誤食に注意が必要である。本種の毒性の強さを鑑み、傘の色が褐色および黒色系のベニタケ属菌（Russula）を食用目的で採取するのは推奨されない。傷をつけると赤く変色するが黒くはならない類似種がいくつか知られ、それらの比較研究が進められている。褐色黒色系の傘を持つベニタケ属菌としては以下の種がよく知られる。
クロハツ（Russula nigricans）は傘の色が黒色で環状の模様は出ない。ヒダが白色で間隔はかなり疎ら。柄も幼菌は白色。変色性が強く、白い肉は傷つくと赤色を経て数十分で濃い黒色に変わる。老菌になったときの変色性に関してもニセクロハツよりも強く、ひだや柄も含め子実体全体が黒色になる。マツ科針葉樹やブナ科広葉樹など様々な森林に発生するが、針葉樹林に多いといわれる。
クロハツモドキ（Russula densifolia）は傘の色が褐色から黒色で環状の模様は出ない。ひだが白色で間隔は極めて密。変色性は非常に強く、肉は傷つくと赤色を経てすぐに濃い黒色に変わる。老菌になるにつれてひだや柄も含め子実体全体が黒色になる。各種林内に生える。クロハツとクロハツモドキはともに多系統で形態が酷似する複数種が複数含まれているといわれ、今後細分化される可能性が大きい。
ニセクロハツ（落葉樹型）は常緑ブナ科林（シイ、カシ）ではなく、落葉ブナ科林（ナラ類）に生える形態的に極めて酷似したものである。毒性などはよくわかっておらず学名も付いていない。ひだが本種に比べて赤みを帯びることからきのこ愛好家たちの間ではアカハニセクロハツ（仮称）などとも呼ばれる。このほかにも未知の類似種の存在が複数種確認されており、遺伝子解析により少なくとも5型が確認された。
Russula cantharellicola（和名未定）はアメリカに分布する近縁種であり、形態的に本種とよく似ておりかつては同一種扱いされていた。毒性は不明。
また、褐色系の傘を持つベニタケ科の食用菌としては以下の種もよく知られる。子実体の形はベニタケ型だが、乳液や変色性に特徴がある。
チチタケ（Lactifluus volemus）は傘の色が明るい褐色で環状の模様は出ない。ひだは白色から黄色味を帯びた白色で密。柄は傘と同色の褐色。肉は傷つくと大量の白色の乳液を出し乾くと褐変する。ブナ科森林に夏を中心に発生し、シイ・カシ林にも生える。ヒロハチチタケ (L. hygrophoroides )も色合いがチチタケと同じで、ひだは間隔が疎であるが、この種も傷つくと大量の乳液を出すことで見分けられる。
ハツタケ（Lactarius hatsudake）は傘の色が褐色で環状の模様（zonation）が出る。ひだは赤褐色。柄は傘と同色だがやや淡い。肉は傷つくと赤ワイン色の乳液を出し後に青変する。発生場所はアカマツなどのマツ属林で発生時期は秋。

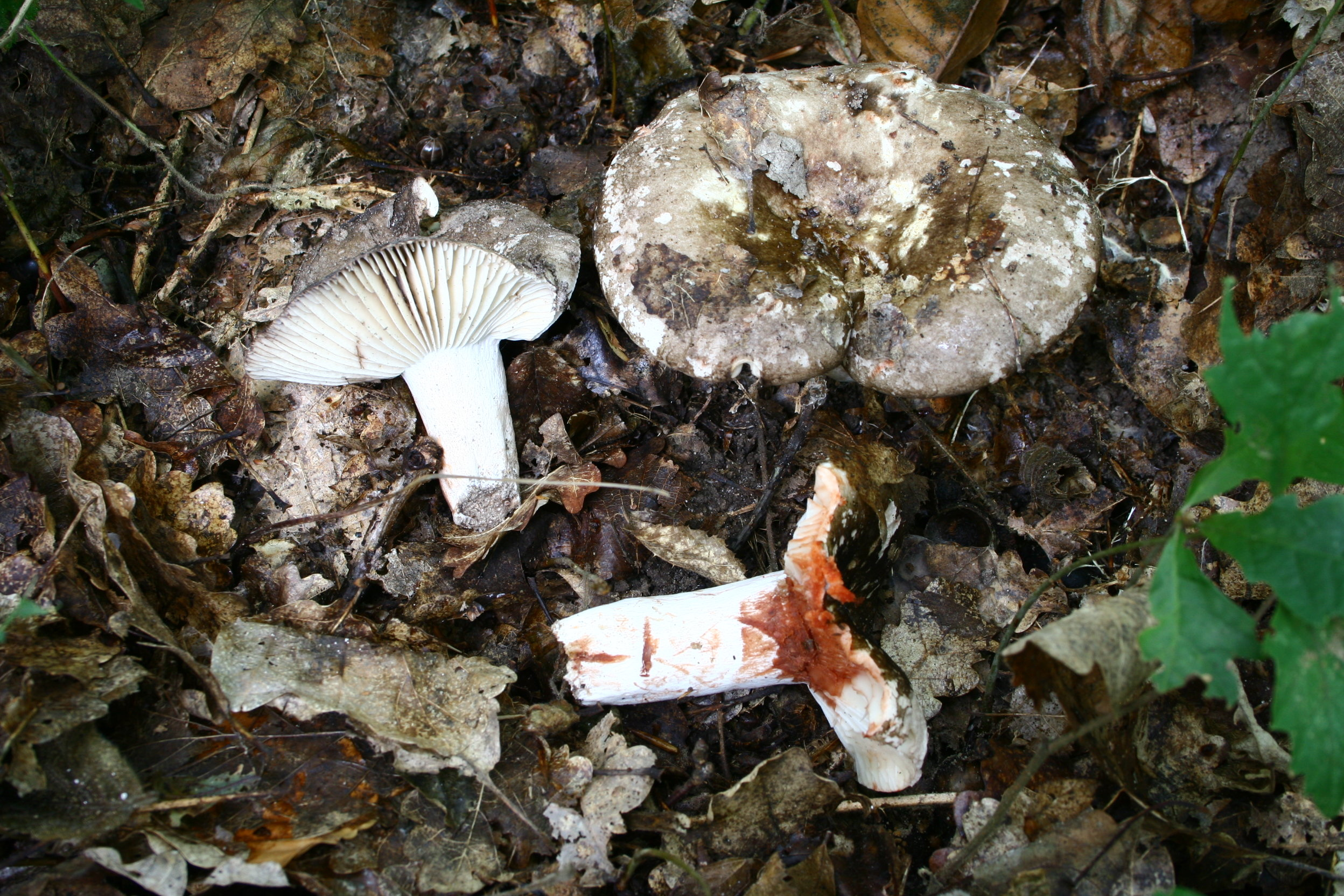
参考：クロハツ。ひだは疎。下の切断個体は肉が強く赤変している。
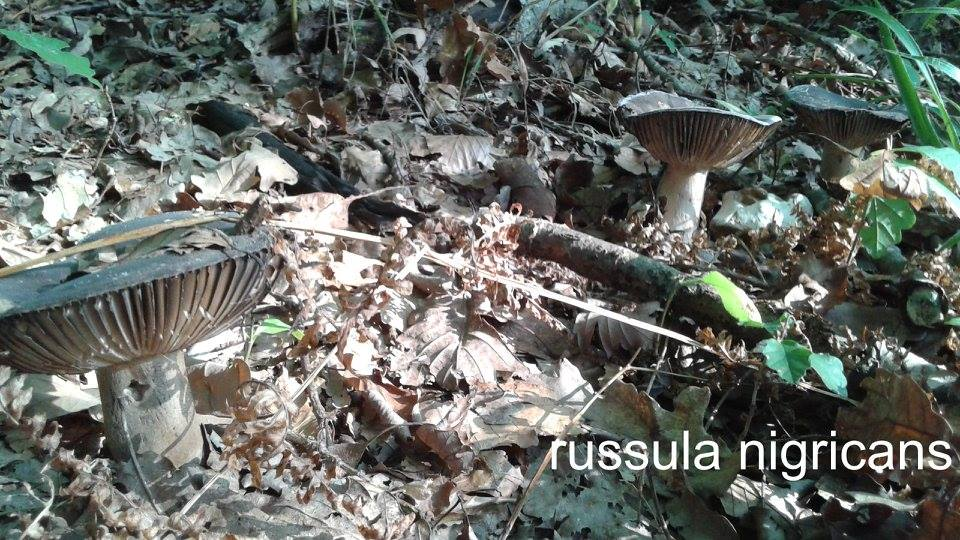
参考：クロハツ老菌
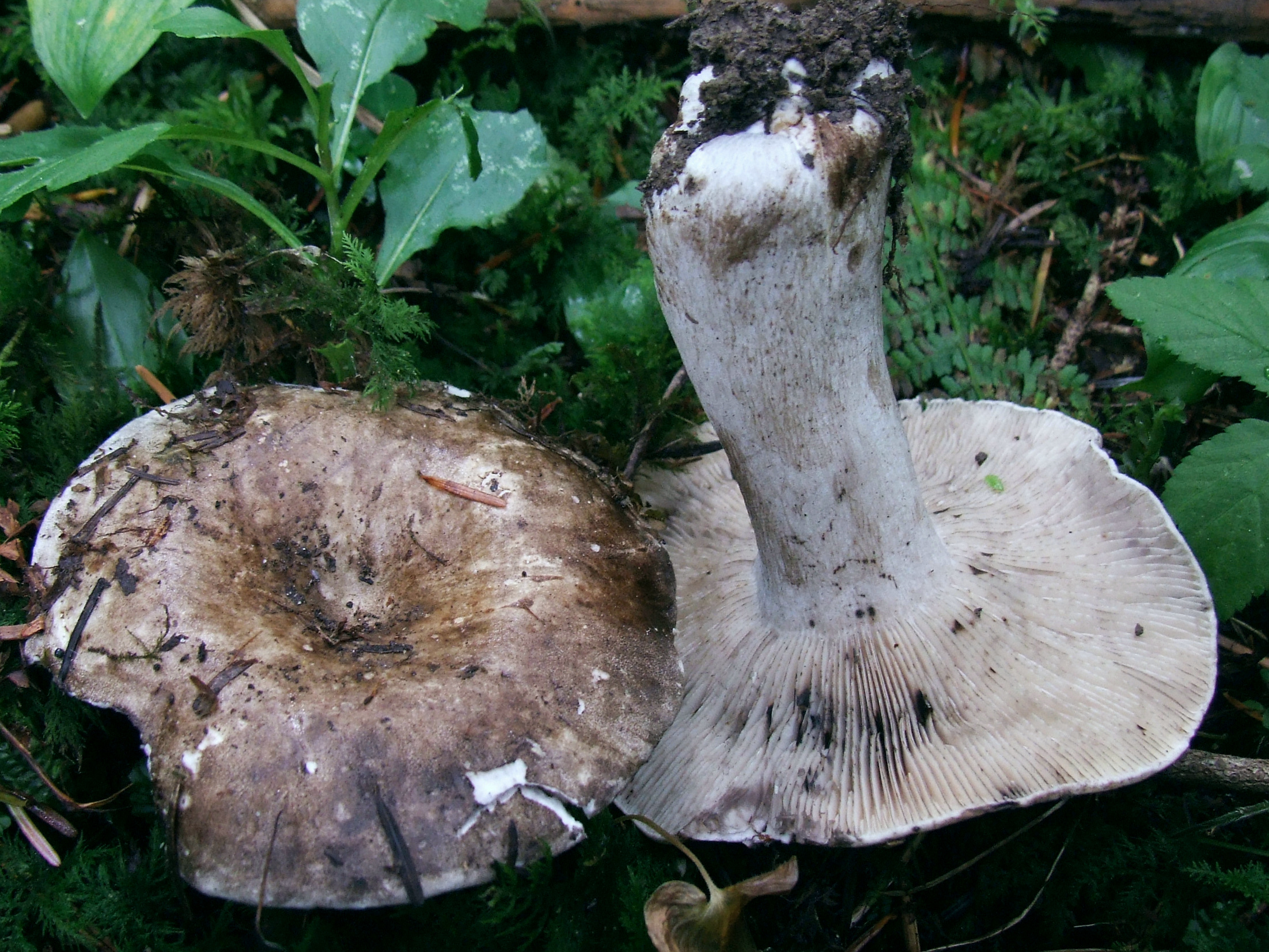
参考：クロハツモドキ。ひだは密。
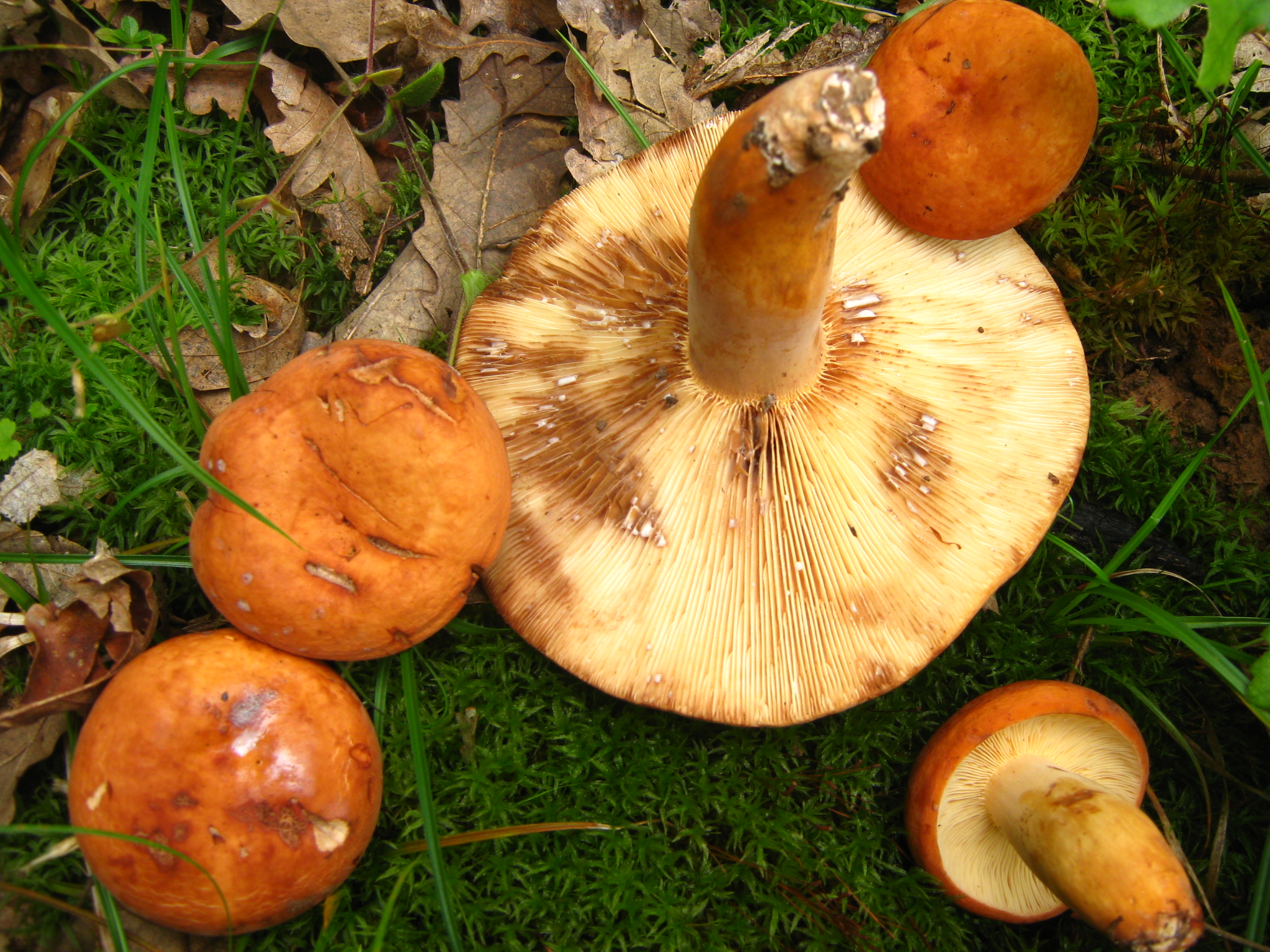
参考：チチタケ。ひだは密。大量の乳液を出し褐変する
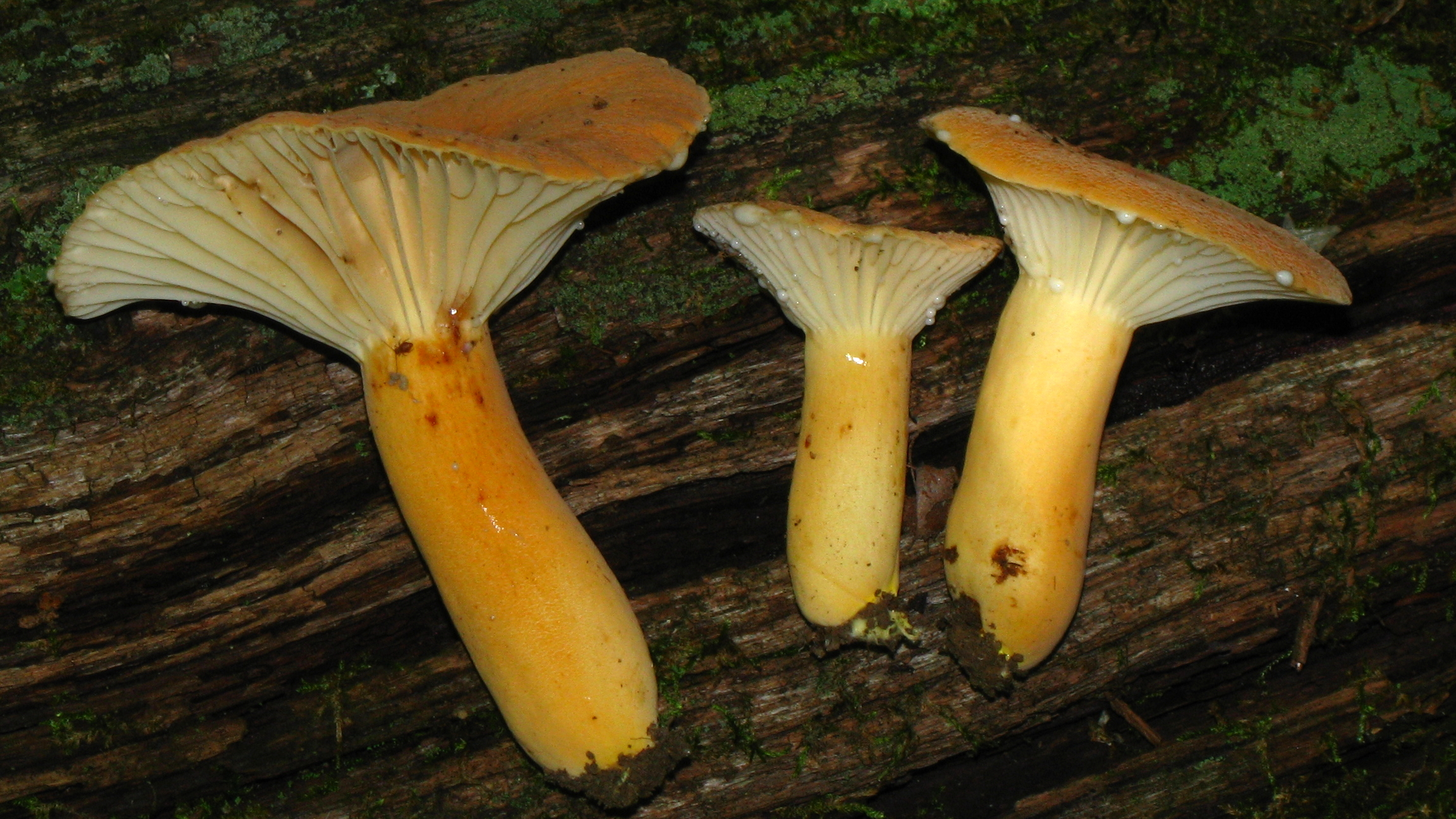
参考：ヒロハチチタケ。ひだは疎。乳液を出す。
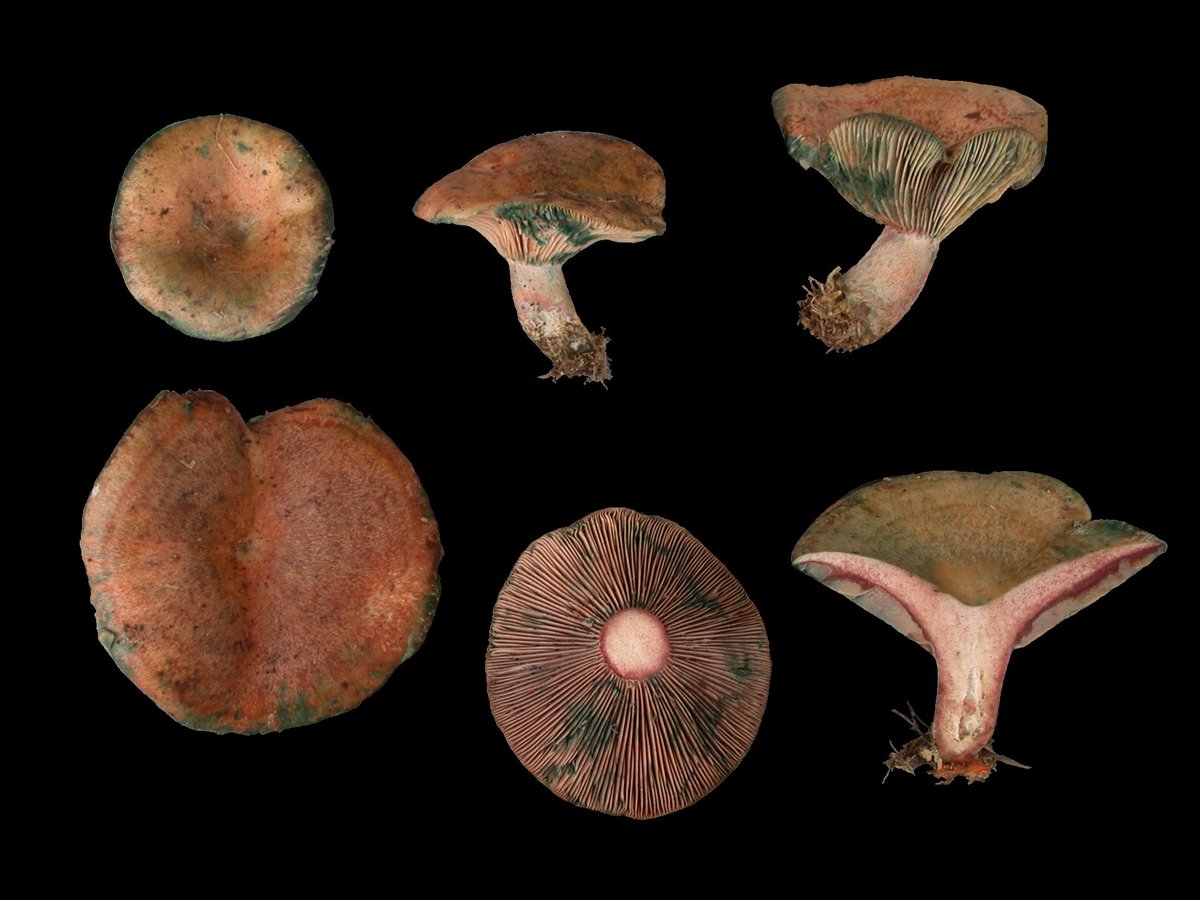
参考：ハツタケ。ひだは赤褐色。乳液は青変性がある。